# Yang Chuan-Kwang
Yang Chuan-Kwang (楊傳廣S, Yáng ChuánguǎngP; Contea di Taitung, 10 luglio 1933 – Los Angeles, 28 gennaio 2007) è stato un multiplista taiwanese, medaglia d'argento nel decathlon ai Giochi olimpici di Roma 1960.

## Biografia

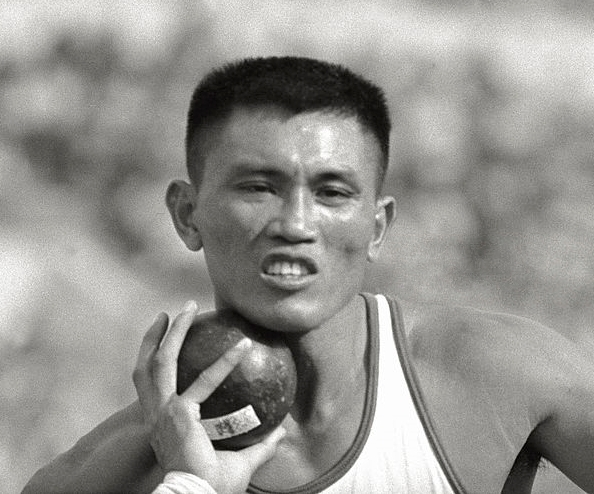
Yang Chuan-Kwang alle olimpiadi di Roma del 1960

Nato nel 1933 nella Contea di Taitung occupata dal Giappone e chiamata Taitō-chō, come aborigeno di Taiwan dell'isola di Formosa, Yang si trasferisce presto negli Stati Uniti e studia alla UCLA, proprio come il suo grande amico/rivale Rafer Johnson. Morirà negli USA, a Los Angeles, nel 2007 a 74 anni.

## Carriera

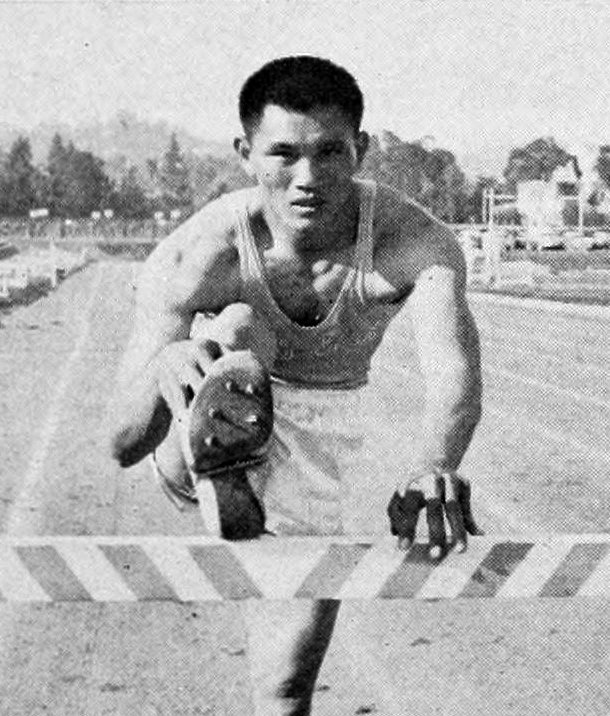
Yang Chuan-Kwang nel 1960

La gara di Roma 1960 è una delle più memorabili che si siano disputate nel decathlon. Fu un continuo alternarsi al comando dei due protagonisti, e compagni di Università, Yang e lo statunitense Rafer Johnson, l'uno più forte nei salti e nelle corse, l'altro nei lanci. La popolarità della gara è accresciuta dal fatto che è stata abbondantemente descritta, in tutte le sue rocambolesche fasi, nel film La grande olimpiade, documentario ufficiale dei Giochi di Roma.
Nel 1963 realizzò 9121 punti nel decathlon secondo la tabella in vigore all'epoca. Il suo record mandò in crisi la IAAF che fu costretta a modificare il punteggio poiché il suo 4,84 m nel salto con l'asta non era contemplato nelle tabelle. D'altra parte Yang non era nuovo a prestazioni di altissimo livello in questa specialità: poco prima delle Olimpiadi del 1960 aveva superato 4,95 m  indoor, ossia un centimetro di più del record mondiale assoluto all'aperto. La conversione del record con le nuove tabelle porta ad un risultato di 8009 punti, che restò record del mondo dal 28 aprile 1963 al 24 luglio 1966.
Nel 1963 è stato eletto "Atleta dell'anno" dalla rivista specializzata Track & Field News.
Nel 1970 recita nel film western Uomini e cobra a fianco di Kirk Douglas e Henry Fonda, interpretando il detenuto Ah-Ping (che non parla mai in tutto il film).

## Palmarès
| Anno | Manifestazione  | Sede   | Evento         | Risultato | Pt./tempo/mis. |
| ---- | --------------- | ------ | -------------- | --------- | -------------- |
| 1960 | Giochi olimpici | Roma   | Decathlon      | Argento   | 8334           |
| 1954 | Giochi asiatici | Manila | Decathlon      | Oro       | 5454           |
| 1958 | Giochi asiatici | Tokyo  | Decathlon      | Oro       | 7101           |
| 1958 | Giochi asiatici | Tokyo  | 110 m hs       | Argento   | 14"8           |
| 1958 | Giochi asiatici | Tokyo  | Salto in lungo | Argento   | 7,49           |
| 1958 | Giochi asiatici | Tokyo  | 400 m hs       | Bronzo    | 53"0           |